# Euphyia perversata
Euphyia perversata är en fjärilsart som beskrevs av Felder 1875. Euphyia perversata ingår i släktet Euphyia och familjen mätare. Inga underarter finns listade i Catalogue of Life.